# マラビーヤ・ワシントン
マラビーヤ・ワシントン（MaliVai Washington, 1969年6月20日 - ）は、アメリカ・ニューヨーク州グレンコーブ出身の元男子プロテニス選手。1996年のウィンブルドン男子シングルス準優勝者。黒人のテニス選手として活躍した。シングルス自己最高ランキングは11位。ATPツアーでシングルス通算4勝を挙げたが、準優勝が1996年ウィンブルドンを含めて9度あった。身長180cm、体重79kg。右利き、バックハンド・ストロークは両手打ち。マラビーヤは4人兄弟の2番目の子供として生まれ、女子プロテニスツアーで活躍するマショーナ・ワシントンは末の妹である。

## 選手経歴
ワシントンは6歳の時、1975年のウィンブルドン男子シングルス決勝戦で、黒人テニス選手のアーサー・アッシュがジミー・コナーズを破って優勝した試合をテレビで見たことがきっかけでテニスを始めた。1989年に20歳でプロ入りし、同年の全米オープンで4大大会にデビューする。1992年2月、ワシントンはアメリカ・テネシー州メンフィス大会でツアー初優勝を果たす。この年は男子ツアー大会の決勝戦に6度進出し、2つの優勝と4つの準優勝を記録した。
1993年、ワシントンは男子テニス国別対抗戦・デビスカップのアメリカ代表選手に初選出された。黒人選手のデ杯米国代表入りは、アッシュ以来2人目であった。1994年全豪オープンで、ワシントンは1回戦で第2シードのミヒャエル・シュティヒを破って波に乗り、一気にトッド・マーティンとの準々決勝まで進出した。この年はチェコ・オストラヴァ大会でツアー3勝目を挙げている。
マラビーヤ・ワシントンのテニス経歴最大のハイライトは、1996年のウィンブルドン決勝進出だった。準決勝でトッド・マーティンと対戦した時、試合は度重なる雨の中断により、2セット・オール（2-2）で最終第5セットが日没順延となる。翌日に持ち越された第5セットで、マーティンが優位に試合を進め、一時は 5-1 までリードを奪い、マッチ・ポイント（このポイントを取れば試合の勝利が決まる）を何本か握ったが、ワシントンはマーティンの土壇場での勝負弱さを見逃さず、10-8 で逆転勝利を収めた。こうしてワシントンは、21年前に憧れたアッシュ以来となる黒人男子テニス選手としてのウィンブルドン優勝者を目指して決勝戦に向かう。オランダのリカルト・クライチェクとの決戦は、ウィンブルドン史上初のノーシード同士の決勝となった。ワシントンはクライチェクに 3-6, 4-6, 3-6 のストレートで完敗し、アッシュ以来の黒人優勝者は果たせなかった。ウィンブルドン準優勝の後、ワシントンはアトランタ五輪にも出場し、男子シングルスでスペイン代表のセルジ・ブルゲラとの準々決勝まで進出した。
1997年2月、デビスカップの「ワールドグループ」1回戦でアメリカはブラジル・チームを4勝1敗で下したが、シングルス第1試合に出場したワシントンは、グスタボ・クエルテンとの対戦中に左膝の故障を起こした。クエルテンとの試合には勝ったが、この故障が尾を引き、ワシントンは同年4月からシーズンの残りを棒に振った。1998年全米オープンの1回戦敗退が、ワシントンの最後の4大大会出場になる。その後も体調は回復せず、ワシントンは1999年12月3日に30歳で現役引退を発表した。